# Łopatka wieprzowa
Łopatka wieprzowa – element handlowy pozyskiwany z tuszy wieprzowej, schłodzony lub zamrożony, z kością lub bez, odcięty od półtuszy bez fałdy skóry i bez tłuszczu pachowego, od dołu golonka odcięta w stawie promieniowo – nadgarstkowym, mięśnie i otaczające je powięzi nieuszkodzone. W skład łopatki wchodzą: kość łopatkowa wraz z chrząstką, kość ramienna i podramienia; główne mięśnie: nadgrzebieniowy, podgrzebieniowy, podłopatkowy, trójgłowy ramienia, zespół mięśni ramiennych oraz prostowniki i zginacze palców.
Powierzchnia czysta nie zakrwawiona, bez przekrwień, pomiażdżonych kości. Nie dopuszcza się oślizłość nalot pleśni, części rozmrożone mogą być wilgotne.
Barwa mięśni jasnoróżowa do czerwonej dopuszcza się zmatowienia. Barwa tłuszczu biała z odcieniem kremowym lub lekko różowym, w przypadku mięsa i tłuszczu mrożonego dopuszcza się nieznaczne zszarzanie barwy na powierzchni. 
Zapach swoisty charakterystyczny dla mięsa świeżego bez oznak zaparzenia i rozpoczynającego się psucia, niedopuszczalny zapach płciowy.